# Jangce
Jangce (poenostavljeno kitajsko: 长江; tradicionalno kitajsko: 長江; pinjin: Cháng Jiāng; dob.: 'long river') dobesedno Dolga reka, včasih imenovana tudi Modra reka ali Jangce Kjang) je najdaljša reka v Aziji in tretja najdaljša na svetu (za Amazonko in Nilom), ki v celoti teče znotraj ene države. Izvira na hribu Džari v gorovju Tangula na Tibetanski planoti in teče 6300 km na splošno v vzhodni smeri do Vzhodnokitajskega morja. Je peta največja primarna reka po količini pretoka na svetu. Njeno porečje obsega eno petino ozemlja Kitajske in v njem živi skoraj ena tretjina prebivalstva države. Tradicionalno predstavlja mejo med severno in južno Kitajsko.
Jangce je igrala pomembno vlogo v zgodovini, kulturi in gospodarstvu Kitajske. Tisočletja se je reka uporabljala za vodo, namakanje, sanitarije, transport, industrijo, označevanje meja in vojne. Uspešna delta Jangce ustvari kar 20 % kitajskega BDP. Jez treh sotesk na Jangceju je največja hidroelektrarna na svetu, ki je v uporabi. Sredi leta 2014 je kitajska vlada objavila, da gradi večplastno prometno omrežje, ki vključuje železnice, ceste in letališča, da bi ustvarila nov gospodarski pas ob reki.
Jangce teče skozi široko paleto ekosistemov in je življenjski prostor več endemičnih in ogroženih vrst, kot so: kitajski aligator (Alligator sinensis), jangcejska pliskavka brez plavuti (Neophocaena asiaeorientalis), bil pa je tudi dom zdaj izumrlega delfina (bajdži – Lipotes vexillifer) in kitajske mečarice (Psephurus gladius;), pa tudi Dabryjev jeseter ali Jangcejev jeseter  (Acipenser dabryanus), ki je v naravi izumrl. V zadnjih letih je reka trpela zaradi industrijskega onesnaženja, onesnaženja s plastiko, kmetijskega odtoka, zamuljenja ter izgube mokrišč in jezer, kar poslabša sezonske poplave. Nekateri odseki reke so zdaj zaščiteni kot naravni rezervati. Odsek gorvodnega Jangceja, ki teče skozi globoke soteske v zahodnem Junanu, je del zaščitenih območij treh vzporednih rek v Junan, ki so na Unescovem seznamu svetovne dediščine.

## Etimologija
Čáng džjāng (长江; 長江) ali Dolga reka je uradno ime za Jangce v mandarinski kitajščini. Vendar pa so Kitajci dali različna imena gorvodnim delom reke do sotočja z reko Min pri Jibinu v Sečuanu. Reka Džinša ('Zlati pesek') se nanaša na 2308 km Jangceja od Jibina navzgor do sotočja z reko Batang blizu Jušuja v Činghaiju, medtem ko reka Tongtian ('reka, ki vodi v nebesa') opisuje 813 km odsek od Jušuja do sotočja reke Tuotuo in reke Dangču.
V stari kitajščini se je Jangce preprosto imenoval Džjang/Kiang江, znak fono-semantičnega sestavljenega izvora, ki združuje vodni koren 氵 z homofonom 工 (zdaj se izgovarja gōng, vendar *kˤoŋ v stari kitajščini). Kong je bila verjetno beseda v avstroazijskem jeziku lokalnih ljudstev, kot so Jue. Podobno kot *krong v proto-vietnamščini in krung v monu, kar vse pomeni 'reka', je povezano s sodobno vietnamsko sông (reka) in kmersko krung (mesto ob reki), od koder izvira tajsko krung (กรุง glavno mesto), ne kôngkea (voda), ki izvira iz sanskrtskega korena gáṅgā.
Z dinastijo Han je Džjāng v kitajščini pomenil katero koli reko in ta reka je bila označena kot 'Velika reka' 大江 (Dàjiāng). Vzdevek 長 (poenostavljena različica 长)), ki pomeni 'dolg', je bil prvič uradno uporabljen za reko v obdobju šestih dinastij.
Različni deli Jangceja imajo lokalna imena. Od Jibina do Jičanga je reka skozi Sečuan in občino Čongčing znana tudi kot Čuān Džjāng (川江 ali 'Sečuanska reka'. V Hubeju se reka imenuje tudi Džīng Džjāng (荆江; 荊江) ali 'reka Džing' po Džingdžouju, eni od devetih provinc starodavne Kitajske. V Anhuiju reka prevzame lokalno ime Vǎn Džjāng po skrajšanem imenu za Anhui, vǎn (皖). In Jángzǐ Džjāng (揚子江; 扬子江) ali 'reka Jangzi', iz katere izhaja ime Jangce, je lokalno ime za spodnji Jangce v regiji Jangdžou. Ime najverjetneje izhaja iz starodavnega trajektnega prehoda, imenovanega Jángzǐ ali Jángzǐdžīn (揚子 / 揚子津). Evropejci, ki so prispeli v regijo delte reke Jangce, so to lokalno ime uporabili za celotno reko. Za ločnico med zgornjim in srednjim tokom se šteje Jičang, med srednjim in spodnjim tokom pa Hukou (Džiudžjang).
tibetansko
Izvir in zgornji tok Jangceja sta v etničnih tibetanskih območjih Činghaj. V tibetanščini je povirje Tuotuo Maču (tibetansko རྨ་ཆུ་, Wylie: rma-chu, dobesedno "rdeča voda"). Tongtian je Driču (འབྲི་ཆུ་ , ‘Bri Chu’), dobesedno 'voda samice jaka'; transliterirano v kitajščino kitajsko: 直曲; pinjin: Zhíqū).

## Geografija
Reka izvira iz več pritokov v vzhodnem delu Tibetanske planote, od katerih se dva običajno imenujeta 'izvir'. Tradicionalno je kitajska vlada prepoznala izvir kot pritok Tuotuo na dnu ledenika, ki leži zahodno od gore Geladandong v gorovju Tangula. Ta izvir je na 33°25′44″N 91°10′57″E / 33.42889°N 91.18250°E in čeprav ni najbolj oddaljen izvir Jangceja, je najvišji izvir na 5342 m nad morsko gladino. Pravi izvir Jangceja, ki je hidrološko najdaljša reka oddaljena od morja, je na hribu Džari na vrhu pritoka Dam Ču, približno 325 km jugovzhodno od Geladandonga. Ta izvir je bil odkrit šele v poznem 20. stoletju in leži v mokriščih na 32°36′14″N 94°30′44″E / 32.60389°N 94.51222°E in 5170 m nad morsko gladino jugovzhodno od mesta Čadan v okrožju Zadoi, prefektura Jušu, Činghaj. Kot zgodovinski duhovni vir Jangceja se izvir Geladandong še vedno pogosto imenuje izvir Jangceja od odkritja izvira hriba Džari.
Ti pritoki se združijo in reka nato teče proti vzhodu skozi Činghaj (Tsinghai), zavije proti jugu po globoki dolini na meji Sečuana (Szechwan) in Tibeta, da doseže Junan. V toku te doline višina reke pade iz nad 5000 m na manj kot 1000 m. Tako je v prvih 2600 km svoje dolžine reka padla za več kot 5200 m.
Vstopi v porečje Sečuan pri Jibinu. Medtem ko je v porečju Sečuan, prejme več mogočnih pritokov, ki znatno povečajo količino vode. Nato prereže goro Vušan, ki meji na Čongčing in Hubei, da ustvari znamenite Tri soteske. Vzhodno od Treh sotesk je Jičang prvo mesto na planoti Jangce.
Po vstopu v provinco Hubei Jangce prejme vodo iz številnih jezer. Največje od teh jezer je jezero Dongting, ki je na meji provinc Hunan in Hubei in je iztok večine rek v Hunanu. Pri Vuhanu prejme svoj največji pritok, reko Han, ki prinaša vodo iz svojega severnega porečja vse do Šaanšija.
Na severnem koncu province Džjangši se jezero Pojang, največje sladkovodno jezero na Kitajskem, zlije v reko. Reka nato teče skozi Anhui in Džjangsu, prejema več vode iz neštetih manjših jezer in rek ter končno doseže Vzhodnokitajsko morje v Šanghaju.
Štiri od petih glavnih sladkovodnih jezer na Kitajskem prispevajo svoje vode v reko Jangce. Tradicionalno se zgornji del reke Jangce nanaša na odsek od Jibina do Jičanga; srednji del se nanaša na odsek od Jičanga do okrožja Hukou, kjer se jezero Pojang sreča z reko; dolvodni del je od Hukouja do Šanghaja.
Nekateri geologi so nastanek reke Jangce datirali pred približno 45 milijoni let v eocenu, vendar je ta datum izpodbijan.

### Galerija
- Ledeniki gorovja Tangula, tradicionalni izvir reke Jangce
- Reka Tuotuo, povirni tok reke Jangce, v tibetanščini znan kot Maqu ali 'Rdeča reka'
- Prvi obrat Jangceja pri Šigu (石鼓) v Junanu, kjer se reka obrne za 180 stopinj od juga proti severu
- Soteska Tigrovega skoka v Junan
- Najožja točka soteske Tigrovega skoka blizu Lidžjanga, dolvodno od Šiguja
- Džinša, 'reka Zlati pesek' v Junanu
- Soteska Qutang, ena od Treh sotesk
- Soteska Vu, ena od Treh sotesk
- Soteska Šiling, ena od Treh sotesk
- Jez treh sotesk v Hubeiju, največji hidroelektrarni na svetu
- Zlati otok na Jangceju blizu Džendžjanga v Džjangsuju, kot je bil sredi 19. stoletja[23]

## Zgodovina

### Geološka zgodovina
Čeprav je ustje Rumene reke v zgodovini močno nihalo severno in južno od polotoka Šandong, je Jangce ostal večinoma statičen. Na podlagi študij hitrosti sedimentacije pa je malo verjetno, da je sedanje mesto izpusta pred poznim miocenom (ok. 11 Ma). Pred tem je njen izvir odtekal proti jugu v Tonkinški zaliv vzdolž ali blizu toka sedanje Rdeče reke.

### Zgodnja zgodovina
Reka Jangce je pomembna za kulturni izvor južne Kitajske in Japonske. Človeško dejavnost na območju Treh sotesk so potrdili že pred 27.000 leti in do 5. tisočletja pr. n. št. je bil spodnji Jangce glavno središče prebivalstva, ki sta ga zasedali kulturi Hemudu in Madžjabang, obe med najzgodnejšimi kultivatorji riža. Do 3. tisočletja pred našim štetjem je naslednica kulture Liangdžu pokazala dokaze o vplivu ljudstev Longšan iz Severnokitajske nižine. Kar danes velja za kitajsko kulturo, se je razvilo vzdolž bolj rodovitnega porečja Rumene reke; ljudje "Jue" iz spodnjega Jangceja so imeli zelo različne tradicije – črnjenje zob, striženje las na kratko, tetoviranje telesa in življenje v majhnih naseljih med bambusovimi nasadi – in so jih severnjaki imeli za barbarske.
Osrednja dolina Jangce je bila dom prefinjenih neolitskih kultur. Kasneje je postal najzgodnejši del doline Jangce, ki je bil vključen v severnokitajsko kulturno sfero. (Severni Kitajci so bili tam aktivni že od bronaste dobe).
V spodnjem Jangceju dve plemeni Jue, Gouvu v južnem Džjangsuju in Jujue v severnem Džedžjangu, kažeta vse večji vpliv Džova (tj. Severne Kitajske) od 9. stoletja pred našim štetjem. Tradicionalna poročila pripisujejo te spremembe severnim beguncem (Taibo in Džongjong v Vu in Vuji v Jue), ki so prevzeli oblast nad lokalnimi plemeni, čeprav se na splošno domneva, da gre za mite, izmišljene, da bi jih legitimirali drugim vladarjem Džov. Kraljestvi Vu in Jue sta bili znani kot ribiči, ladjedelci in kovači mečev. S sprejetjem kitajskih pismenk, političnih institucij in vojaške tehnologije so bili med najmočnejšimi državami poznejšega Džova. Zdi se, da je država Džing v srednjem Jangceju začela v zgornji dolini reke Han manjšo politiko Džov, vendar se je prilagodila domači kulturi, ko se je razširila proti jugu in vzhodu v dolino Jangceja. Med tem se je preimenovala v Ču.
Ne glede na to, ali so bile domorodne ali domače, so se države Jangce držale proti severni kitajski domovini: nekateri seznami jim pripisujejo tri od petih hegemonov spomladanskega in jesenskega obdobja in enega od štirih gospodarjev vojskujočih se držav. Vendar so padli sami proti sebi. Čujeva naraščajoča moč je vodila njegovega tekmeca Džina, da je podprl Vuja kot nasprotnika. Vu je leta 506 pr. n. št. uspešno oplenil Čujevo prestolnico Jing, vendar je Ču nato podprl Jueja pri njegovih napadih na Vujev južni bok. Leta 473 pr. n. št. je kralj Goudžjan iz Jue popolnoma priključil Vu in preselil svoj dvor v njegovo istoimensko prestolnico v sodobnem Sudžouju. Leta 333 pred našim štetjem je Ču končno združil spodnji Jangce s priključitvijo Jueja, katerega kraljeva družina naj bi pobegnila na jug in ustanovila kraljestvo Minjue v Fudžjanu. Čin je uspel združiti Kitajsko tako, da je najprej podredil Ba in Šu na zgornjem Jangceju v sodobnem Sečuanu, kar jima je dalo močno bazo za napad na Čujeva naselja ob reki.
Država Čin je leta 278 pr. n. št. osvojila osrednjo regijo Jangce, prejšnje središče Čuja, in regijo vključila v svoj rastoči imperij. Čin je nato uporabil svoje povezave vzdolž reke Jangce reke Šjang, da je razširil Kitajsko v Hunan, Džjangši in Guangdong ter vzpostavil vojaške poveljstva ob glavnih komunikacijskih linijah. Ob propadu dinastije Čin so ti južni poveljniki postali neodvisni imperij Nanjue pod Džao Tuom, medtem ko sta Ču in Han tekmovala za nadzor nad severom.
Od dinastije Han je regija reke Jangce postajala vse pomembnejša za kitajsko gospodarstvo. Vzpostavitev namakalnih sistemov (najbolj znan je Namakalni sistem Dudžjangjan, severozahodno od Čengduja, zgrajen v obdobju vojskujočih se držav) je naredila kmetijstvo zelo stabilno in produktivno, ki je sčasoma preseglo celo regijo Rumene reke. Imperija Čin in Han sta se dejavno ukvarjala s kmetijsko kolonizacijo nižin Jangceja in vzdrževala sistem nasipov za zaščito kmetijskih zemljišč pred sezonskimi poplavami. Z dinastijo Song je območje ob Jangceju postalo med najbogatejšimi in najbolj razvitimi deli države, zlasti v spodnjem toku reke. Na začetku dinastije Čing je regija, imenovana Džjangnan (ki vključuje južni del Džjangsuja, severni del Džedžjanga in jugovzhodni del Anhuija), zagotavljala 1⁄3–1⁄2 narodovih prihodkov.
Jangce je že dolgo hrbtenica kitajskega prevoznega sistema po celinskih vodah, ki je ostal posebej pomemben skoraj dva tisoč let, vse do izgradnje državnega železniškega omrežja v 20. stoletju. Veliki prekop povezuje spodnji Jangce z večjimi mesti regije Džjangnan južno od reke (Vuši, Sudžou, Hangdžou) in s severno Kitajsko (vse od Jangdžouja do Pekinga). Manj znani starodavni kanal Lingču, ki je povezoval zgornji tok reke Šjang z izviri Guidžjanga, je omogočil neposredno vodno povezavo iz porečja Jangce v delto Biserne reke.
V zgodovini je Jangce večkrat postal politična meja med severno in južno Kitajsko (glej Zgodovina Kitajske) zaradi težav pri prečkanju reke. To se je nujno zgodilo v času Južne in Severne dinastije ter Južne Song. Ob reki so potekale številne bitke, najbolj znana je bila bitka pri Rdečih pečinah leta 208 našega štetja v obdobju treh kraljestev.
Jangce je bil kraj pomorskih bitk med dinastijo Song in Džurčen Džin med vojnami Džin-Song. V bitki pri Caišiju leta 1161 so se ladje cesarja Džin Vanjan Lianga spopadle s floto Song na Jangceju. Vojaki Song so na vojaške ladje Džurčen izstrelili bombe z apnom in žveplom s triboki. V bitki so zmagali Song, ki so ustavili invazijo Džin. Bitka pri Tangdau je bila še ena bitka na Jangceju istega leta.
Politično je bil Nanking večkrat glavno mesto Kitajske, čeprav je večino časa njegovo ozemlje pokrivalo le jugovzhodni del Kitajske, kot je kraljestvo Vu v obdobju treh kraljestev, vzhodna dinastija Džin ter med južnimi in severnimi dinastijami in Obdobja petih dinastij in desetih kraljestev. Samo dinastija Ming je zasedla večino delov Kitajske iz svoje prestolnice v Nankingu, čeprav je kasneje prestolnico preselila v Peking. Glavno mesto ROC je bilo v Nankingu v obdobjih 1911–12, 1927–37 in 1945–49.

### Obdobje pare
Jardine, prvi parnik, ki je plul po reki, je bil zgrajen za Jardine, Matheson & Co. leta 1835. To majhno plovilo naj bi prevažalo potnike in pošto med otokom Lintin, Makavom in Vhampoa. Vendar pa so bili Kitajci, drakonski pri uporabi pravil v zvezi s tujimi plovili, nezadovoljni zaradi ognjene ladje, ki je plula po reki Kanton. Vršilec dolžnosti generalnega guvernerja Kvangtunga je izdal opozorilo, da jo bodo zažgali, če bo poskusila pluti. Na prvi poskusni vožnji Jardine z otoka Lintin so utrdbe na obeh straneh Bogue odprle ogenj in bila je prisiljena vrniti se. Kitajske oblasti so izdale dodatno opozorilo, v katerem vztrajajo, naj ladja zapusti kitajske vode. Jardine je bilo v vsakem primeru potrebno popraviti in je bila poslana v Singapur.
Kasneje se je lord Palmerston, zunanji minister, odločil predvsem na 'predloge' Williama Jardina za napoved vojne Kitajski. Sredi leta 1840 se je na kitajski obali pojavila velika flota vojaških ladij in s prvo topovsko kroglo, izstreljeno na britansko ladjo Royal Saxon, so Britanci začeli prvo od opijskih vojn. Vojne ladje kraljeve mornarice so uničile številne obalne baterije in kitajske vojne ladje ter opustošile več obalnih utrdb na poti. Sčasoma so se prebili proti severu dovolj blizu, da so ogrozili samo cesarsko palačo v Pekingu.
Kitajska navigacijska družba je bila zgodnja ladjarska družba, ustanovljena leta 1876 v Londonu, sprva za trgovanje navzgor po reki Jangce iz svoje baze v Šanghaju s potniki in tovorom. Kitajska obalna trgovina se je začela kmalu zatem, leta 1883 pa je bila uvedena redna linija v Avstralijo.

### Plovba po zgornjem toku reke
Parniki so pozno prišli do zgornjega toka reke, odsek se je raztezal od Jičanga do Čongčinga. Vode zaradi taljenja himalajskega snega so ustvarile zahrbtne sezonske tokove. Toda poletje je bilo boljše za Plovbo in Tri soteske, opisane kot »150 milj dolg prehod, ki je kot ozko grlo peščene ure«, so predstavljale nevarne grožnje navzkrižnih tokov in vrtincev, kar je pomenilo velike izzive za prizadevanja parnikov. Poleg tega je Čongčing 200 – 250 m nad morsko gladino, kar zahteva močne motorje za vzpon navzgor. Junk travel je dosegel podvig navzgor po reki z zaposlitvijo 70–80 vlačilcev, ljudi, pripetih na vrvi, ki so fizično vlekli ladje navzgor skozi nekatere najbolj tvegane in smrtonosne dele treh sotesk. Achibald John Little se je zanimal za plovbo po Zgornjem Jangceju, ko je leta 1876 Chefoo konvencija odprla Čongčing za konzularno rezidenco, vendar je določila, da se lahko zunanja trgovina začne šele, ko se parniki uspejo povzpeti po reki do te točke. Little je ustanovil podjetje Upper Yangtze Steam Navigation Co., Ltd. in zgradil Kuling, vendar so njegove poskuse, da bi ladjo popeljal dlje navzgor od Jičanga, preprečile kitajske oblasti, ki so bile zaskrbljene zaradi morebitne izgube tranzitnih dajatev, konkurence njihovi domači trgovini z odpadki in fizične škode na njihovih plovilih, ki so jo povzročili valovi parnika. Kuling je bil prodan podjetju China Merchants Steam Navigation Company za nižje rečne storitve. Leta 1890 se je kitajska vlada strinjala, da se Čongčing odpre za zunanjo trgovino, dokler je omejena na domače obrti. Leta 1895 je pogodba Shimonoseki zagotovila določbo, ki je Čongčing v celoti odprla za zunanjo trgovino. Little se je nastanil v Čongčingu in leta 1898 zgradil Leechuan, da bi se spopadel s soteskami. Marca je Leechuan zaključila pot navzgor do Čongčinga, vendar ne brez pomoči vlačilcev. Leechuan ni bila zasnovana za tovor ali potnike in če je Little želel svojo vizijo popeljati korak dlje, je potreboval izkušenega pilota. Leta 1898 je Little prepričal stotnika Samuela Cornella, da načrtuje odhod na Kitajsko, da bi posodil svoje strokovno znanje. Kapitan Plant je pravkar končal plovbo po reki Zgornji Karun v Perziji in sprejel Littleovo ponudbo za oceno Zgornjega Jangceja na Leechuanu konec leta 1898. S Plantovim projektnim vložkom je Little dal zgraditi SS Pioneer s Plantom na poveljstvu. Junija 1900 je bil Plant prvi, ki je uspešno pilotiral trgovski parnik na Zgornjem Jangceju od Jičanga do Čongčinga. Pioneer je bila po prvi vožnji zaradi grožnje upora prodana kraljevi mornarici in preimenovana v HMS Kinsha. Nemški napor istega leta na SS Suixing se je končal s katastrofo. Na prvi plovbi Suixinga je ladja zadela ob skalo in se potopila, pri čemer je umrl njen kapitan in končala realna upanja o rednem komercialnem parnem prometu v Zgornjem Jangceju. Leta 1908 so lokalni sečuanski trgovci in njihova vlada sodelovali s podjetjem Captain Plant, da bi ustanovili Sichuan Steam Navigation Company, ki je postala prva uspešna storitev med Jičangom in Čongčingom. Kapitan Plant je oblikoval in poveljeval svojima dvema ladjama, SS Shutung in SS Shuhun. Plula so tudi druga kitajska plovila in leta 1915 so svoje zanimanje izrazile tudi tuje ladje. Leta 1915 je Kitajska pomorska carinska služba imenovala Planta za prvega višjega rečnega inšpektorja. V tej vlogi je Plant namestil navigacijske oznake in vzpostavil signalne sisteme. Napisal je tudi Priročnik za usmerjanje poveljnikov ladij na odseku Ičang-Čungking reke Jangce, podroben in ilustriran opis tokov, skal in drugih nevarnosti v zgornjem Jangceju z navigacijskimi navodili. Plant je usposobil na stotine kitajskih in tujih pilotov ter izdal licence in sodeloval s kitajsko vlado, da bi naredil reko varnejšo leta 1917 z odstranitvijo nekaterih najtežjih ovir in groženj z eksplozivi. Avgusta 1917 je British Asiatic Petroleum postal prva tuja trgovska ladja na Zgornjem Jangceju. Komercialna podjetja, Robert Dollar Company, Jardine Matheson, Butterfield in Swire ter Standard Oil so med letoma 1917 in 1919 dodala lastne parnike na reki. Med letoma 1918 in 1919 je zaradi nasilja sečuanskih vojskovodj in stopnjevanja državljanske vojne podjetje Sichuan Steam Navigational Company propadlo. Shutunga so zavzeli vojskovodje, Shuhuna pa so pripeljali po reki v Šanghaj na varno. Leta 1921, ko je kapitan Plant umrl na morju, medtem ko se je vračal domov v Anglijo, je bil ustanovljen Plant Memorial Fund, da bi ovekovečil Plantovo ime in prispevke k plovbi Zgornjega Jangceja. Največji ladijski prevozniki, Butterfield & Swire, Jardine Matheson, Standard Oil, Mackenzie & Co., Asiatic Petroleum, Robert Dollar, China Merchants S.N. in British-American Tobacco Co., so vozili skupaj z mednarodnimi prijatelji in kitajskimi piloti. Leta 1924 so v kitajski skupnosti pilotov in lastnikovv Šintanu, na mestu doma kapitana Planta, postavili 50-metrski granitni piramidalni obelisk. Ena stran spomenika je napisana v kitajščini, druga pa v angleščini. Zaradi jezu Treh sotesk je bil prestavljen na višje mestoin še vedno stoji in gleda na zgornji del reke Jangce blizu Jičanga, kar je redek skupni poklon zahodnjaku na Kitajskem.
Standard Oil je upravljal tankerje Mei Ping, Mei An in Mei Hsia, ki so bili skupaj uničeni 12. decembra 1937, ko so jih japonska bojna letala bombardirala in potopila. Panay, Eeen od kapitanov Standard Oil, ki je preživel ta napad, je služil na Upper River 14 let.

### Sodobni dogodki
Predsednik kitajske komunistične partije Mao Cetung je leta 1956 in 1966 v Vuhanu v reklamnih trikih plaval v reki, da bi pokazal svoje zdravje, s čimer je s strankarsko propagando sprožil tudi norijo nad plavanjem.
Leta 2004 je 4600 km reke Jangce preplaval slovenski ultramaratonski plavalec Martin Strel.
Avgusta 2019 je valižanski pustolovec Ash Dykes postal prva oseba, ki je opravila 6437 km dolgo pot vzdolž toka reke in 352 dni hodil od izvira do izliva.

## Hidrologija

### Periodične poplave
Na desetine milijonov ljudi živi na poplavni ravnici doline Jangce, območju, ki vsako poletje naravno poplavi in je primerno za bivanje le zato, ker je zaščiteno z rečnimi nasipi. Poplave, ki so bile dovolj velike, da so preplavile nasipe, so povzročile veliko stisko tistim, ki tam živijo in kmetujejo. Med pomembne poplave sodijo tiste iz let 1931, 1954 in 1998.
Poplave osrednje Kitajske leta 1931 so bile niz poplav, ki so se zgodile v Republiki Kitajski. Poplave na splošno veljajo za najbolj smrtonosne naravne nesreče, kar jih je bilo kdaj zabeleženo, in skoraj zagotovo za najsmrtonosnejše v 20. stoletju (če ne upoštevamo pandemije in lakote). Ocene skupnega števila smrtnih žrtev se gibljejo od 145.000 do med 3,7 in 4 milijoni. Jangce je ponovno poplavil leta 1935, kar je povzročilo veliko življenj.
Od junija do septembra 1954 so bile poplave reke Jangce niz katastrofalnih poplav, ki so se zgodile predvsem v provinci Hubei. Zaradi neobičajno velike količine padavin in izjemno dolge deževne sezone v srednjem toku reke Jangce pozno spomladi 1954 je reka začela naraščati nad svojo običajno gladino približno konec junija. Kljub prizadevanjem, da bi odprli tri pomembne poplavne prehode, da bi ublažili naraščajočo vodo s preusmeritvijo, je raven poplav še naprej naraščala, dokler ni dosegla zgodovinske najvišje vrednosti 44,67 m v Džingdžouju, Hubeiju in 29,73 m v Vuhanu. Število mrtvih v tej poplavi je bilo ocenjeno na 33.000, vključno s tistimi, ki so umrli zaradi kuge po katastrofi.

Poplave reke Jangce leta 1998 so bile niz velikih poplav, ki so trajale od sredine junija do začetka septembra 1998 vzdolž reke Jangce. Poleti 1998 je Kitajska doživela velike poplave delov reke Jangce, kar je povzročilo 3704 mrtvih, 15 milijonov brezdomcev in 26 milijard dolarjev gospodarske izgube. Drugi viri poročajo o skupni izgubi 4150 ljudi, prizadetih pa je bilo 180 milijonov ljudi. Osupljivih 25 milijonov hektarjev (100.000 km²) je bilo evakuiranih, 13,3 milijona hiš je bilo poškodovanih ali uničenih. Poplave so povzročile 26 milijard dolarjev škode.
Poplave na Kitajskem leta 2016 so povzročile 22 milijard dolarjev škode.
Leta 2020 je bilo na reki Jangce največ padavin po letu 1961, s 79-odstotnim povečanjem v juniju in juliju v primerjavi s povprečjem v obdobju zadnjih 41 let. Nova teorija je predlagala, da je bilo nenadno zmanjšanje emisij toplogrednih plinov in aerosolov, ki so ga povzročile zaustavitve med pandemijo COVID-19, ključni vzrok za močne nalive. V zadnjih desetletjih se je količina padavin zmanjšala zaradi povečanja aerosolov v ozračju, nižji izpusti toplogrednih plinov v letu 2020 pa so povzročili nasprotni učinek – močno povečanje količine padavin. Tako dramatično zmanjšanje aerosolov je povzročilo dramatično spremembo v različnih komponentah podnebnega sistema, vendar bi se takšna nenadna sprememba podnebnega sistema zelo razlikovala od sprememb kot odgovor na stalno, a postopno zmanjševanje emisij, ki ga vodi politika.

### Degradacija reke
V 1950-ih so gradili jezove in nasipe za nadzor poplav, melioracijo zemljišč, namakanje in nadzor prenašalcev bolezni, kot so krvni metljaji (Schistosoma), ki povzročajo shistosomozo. Več kot sto jezer je bilo tako odrezanih od glavne reke. Med jezeri so bila vrata, ki so se lahko odprla ob poplavah. Vendar pa so kmetje in naselja posegali na zemljišča ob jezerih, čeprav je bilo tam prepovedano naseljevanje. Ko so prišle poplave, se je izkazalo, da je nemogoče odpreti vrata, saj bi povzročilo veliko uničenje. Tako so se jezera delno ali popolnoma posušila. Na primer, jezero Baidang se je zmanjšalo s 100 kvadratnih kilometrov v 1950-ih na 40 kvadratnih kilometrov leta 2005. Jezero Džangdu se je zmanjšalo na četrtino svoje prvotne velikosti. Proizvodnja naravnega ribolova v obeh jezerih se je močno zmanjšala. Le nekaj velikih jezer, kot sta jezero Pojang in jezero Dongting, je ostalo povezanih z Jangcejem. Prekinitev drugih jezer, ki so služila kot naravna zaščita pred poplavami, je povečala škodo, ki so jo povzročile poplave dolvodno. Poleg tega je bil oviran naravni tok rib selivk in biotska raznovrstnost v celotnem bazenu se je dramatično zmanjšala. Intenzivno gojenje rib v ribnikih se širi z uporabo ene vrste krapa, ki uspeva v evtrofičnih vodnih razmerah in se hrani z algami, kar povzroča obsežno onesnaženje. Onesnaženje se je povečalo zaradi izpusta odpadkov iz prašičjih farm ter neobdelanih industrijskih in komunalnih odplak. Septembra 2012 je reka Jangce blizu Čongčinga zaradi onesnaženja postala rdeča. Postavitev jezu Treh sotesk je ustvarila neprehodno »železno pregrado«, ki je privedla do velikega zmanjšanja biotske raznovrstnosti reke. Jangcejev jeseter uporablja sezonske spremembe toka reke, da nakaže, kdaj je čas za selitev. Vendar bodo te sezonske spremembe močno zmanjšane z jezovi in preusmeritvami. Druge živali, ki se soočajo z neposredno nevarnostjo izumrtja, so kitajski rečni delfin baidži (Lipotes vexillifer), jangcejska pliskavka brez plavuti (Neophocaena asiaeorientalis) in kitajski aligator (Alligator sinensis). Število teh živali je zelo upadlo zaradi skupnih učinkov naključnega ulova med ribolovom, rečnega prometa, izgube habitata in onesnaženja. Leta 2006 je delfin baiji izumrl; svet je izgubil cel rod.
Leta 2020 je kitajska vlada sprejela obsežen zakon za zaščito ekologije reke. Novi zakoni vključujejo krepitev pravil okoljskega varstva za projekte hidroelektrarn ob reki, prepoved kemičnih tovarn v krogu 1 kilometra od reke, selitev industrij, ki onesnažujejo okolje, strogo omejevanje izkopavanja peska ter popolno prepoved ribolova na vseh naravnih vodnih poteh reke, vključno z vsi njeni glavni pritoki in jezera.

### Prispevek k onesnaževanju oceanov
Po podatkih The Ocean Cleanup, nizozemske okoljske raziskovalne fundacije, ki se osredotoča na onesnaževanje oceanov, reka Jangce povzroči več plastičnega onesnaženja oceanov kot katera koli druga. 10 rek prenaša 90 % vse plastike, ki doseže oceane, reka Jangce je daleč največji onesnaževalec.

### Ponovno povezovanje jezer
Leta 2002 se je začel pilotni program za ponovno povezavo jezer z Jangcejem s ciljem povečanja biotske raznovrstnosti in ublažitve poplav. Prva jezera, ki so bila ponovno povezana leta 2004, so bila jezero Džangdu, jezero Honghu in Tjanedžov v Hubeiju na srednjem Jangceju. Leta 2005 je bilo ponovno povezano tudi jezero Baidang v Anhuiju.
Ponovna povezava jezer je izboljšala kakovost vode in ribe so se lahko selile iz reke v jezero, s čimer so obnovile svoje število in genetski stalež. Preizkus je tudi pokazal, da je ponovna povezava jezera zmanjšala poplave. Nov pristop je kmetom koristil tudi ekonomsko. Ribniki so prešli na naravno krmo za ribe, kar jim je pomagalo vzrejati ribe boljše kakovosti, ki jih je mogoče prodati dražje, s čimer so povečali svoj dohodek za 30 %. Na podlagi uspešnega pilotnega projekta so druge pokrajinske vlade posnemale izkušnjo in prav tako ponovno vzpostavile povezave z jezeri, ki so bila prej odrezana od reke. Leta 2005 je bil ustanovljen Jangce forum, ki združuje vlade 13 obrežnih provinc za upravljanje reke od izvira do morja. Leta 2006 je kitajsko ministrstvo za kmetijstvo kot nacionalno politiko sprejelo ponovno povezavo reke Jangce z njenimi jezeri. Od leta 2010 so vlade provinc v petih provincah in Šanghaju vzpostavile mrežo 40 učinkovitih zavarovanih območij, ki pokrivajo 16.500 km². Posledično se je povečala populacija 47 ogroženih vrst, vključno s kritično ogroženim Jangcejskim aligatorjem. Na območju Šanghaja ponovno vzpostavljena mokrišča zdaj varujejo vire pitne vode za mesto. Predvideno je, da se omrežje razširi po celotnem Jangceju, da bi sčasoma pokrilo 102 območji in 185.000 km². Župan Vuhana je napovedal, da bo šest ogromnih, stagnirajočih mestnih jezer, vključno z Vzhodnim jezerom (Vuhan), ponovno povezanih za ceno 2,3 milijarde ameriških dolarjev, kar bo ustvarilo največjo kitajsko mestno močvirno pokrajino.

## Prehodi
Do leta 1957 ni bilo mostov čez reko Jangce od Jibina do Šanghaja. Tisočletja so popotniki reko prečkali s trajekti. Občasno je bil prehod lahko nevaren, kot dokazuje nesreča Džong'anlun (15. oktober 1945).
Reka je bila glavna geografska ovira, ki je ločevala severno in južno Kitajsko. V prvi polovici 20. stoletja so se morali železniški potniki iz Pekinga v Guangdžou in Šanghaj izkrcati v Hanjangu oziroma Pukouju in prečkati reko s parnim trajektom, preden so nadaljevali potovanje z vlakom iz Vučanga ali Nanking West.
Po ustanovitvi Ljudske republike leta 1949 so sovjetski inženirji pomagali pri načrtovanju in gradnji mostu čez reko Jangce v Vuhanu, cestno-železniškega mostu za dvojno uporabo, ki so ga gradili od leta 1955 do 1957. To je bil prvi most čez reko Jangce. Drugi most čez reko, ki je bil zgrajen, je bil enotirni železniški most, zgrajen gorvodno v Čongčingu leta 1959. Most Nanking Jangce, tudi cestno-železniški most, je bil prvi most, ki je prečkal spodnji tok Jangceja v Nankingu. Zgrajen je bil po kitajsko-sovjetskem razkolu in ni prejel tuje pomoči. Cestno-železniška mostova sta bila nato zgrajena v Džičengu (1971) in Čongčingu (1980).
Gradnja mostov se je v 1980-ih upočasnila, nato pa se je nadaljevala v 1990-ih in pospešila v prvem desetletju 21. stoletja. Most Džiudžjang Jangce je bil zgrajen leta 1992 kot del železnice Peking-Džjudžjang. Drugi most v Vuhanu je bil dokončan leta 1995. Do leta 2005 je bilo čez reko Jangce med Jibinom in Šanghajem zgrajenih skupaj 56 mostov in en predor. Med njimi so nekateri najdaljši viseči in kabelski mostovi na svetu na delti Jangce: viseči most Džjangjin (1385 m, odprt leta 1999), most Runjang (1490 m, odprt leta 2005), most Sutong (1088 m, odprt leta 2008). Hitra gradnja mostov se je nadaljevala. Mesto Vuhan ima zdaj šest mostov in en predor čez Jangce.
Čez reko je zgrajenih tudi več prehodov daljnovodov.
- Most čez reko Jangce v Vuhanu, prvi most je bil dokončan leta 1957
- Most čez reko Jangce v Nankingu, most z nosilci, je bil dokončan leta 1968
- Most Džjudžjang Jangce, ločni most, je bil dokončan leta 1992
- Avtocestni most Jičang Jangce, viseči most blizu zapornice Gedžouba Dam, je bil dokončan leta 1996
- Most čez reko Jangce Sutong med Nantongom in Sudžoujem je bil, ko je bil dokončan leta 2008, eden najdaljših mostov na svetu
- Most Caijuanba, ločni most v Čongčingu, je bil dokončan leta 2007
- Most Ančing Jangce v Ančingu je bil dokončan leta 2005
- Proga podzemne železnice Vuhan 2 je prva podzemna železniška proga, ki prečka reko Jangce

## Zajezitve
Leta 2006 so na reki Jangce zgradili hidroelektrični jez Treh sotesk, ki je z 2335 metri dolžine in 181 metri višine največji na svetu. Sedaj hidroelektrarna proizvede več kot 22.000 megavatov električne energije. Akumulacijsko jezero za jezom je dolgo 660 km, zaradi tega pa so morali z območja preseliti 1,3 milijona ljudi. Še daljši je jez Gezhouba, prav tako v provinci Hubej, zgrajen leta 1988. Poleg njiju je za pridobivanje električne energije zgrajenih ali načrtovanih več jezov v zgornjem toku (Džinša), kot sta Xiluodu in Baihetan.
Zajezitve so močno spremenile dinamiko reke, povečale nevarnost plazov v okolici in ogrozile okoliško rastlinstvo ter živalstvo. Najznamenitejši zgled je kitajski rečni delfin, ki naj bi dokončno izumrl prav zaradi jeza Treh sotesk, pri čemer se je njegova številčnost bistveno zmanjšala že zaradi onesnaževanja in ladijskega prometa po reki.

## Zavarovana območja
- Nacionalni naravni rezervat Sandžjangjuan (»Izviri treh rek«) v Činghaiju
- Zavarovana območja v narodnem parku treh vzporednih rek v provinci Junan